# Aleksandr Ivanovič Rumjancev
Il conte Aleksandr Ivanovič Rumjancev, in russo Александр Иванович Румянцев? (1680 – Mosca, 15 marzo 1749), è stato un nobile, diplomatico e generale russo.

## Biografia
Discendente da un'antica famiglia della nobiltà russa, Aleksandr era il figlio di Ivan Ivanovič Rumjancev.

## Carriera
Partecipò alla Grande guerra del Nord (1700-1721). Nel 1700 divenne aiutante di Pëtr Matveevič Apraksin. Nell'ottobre dello stesso anno prese parte alla battaglia di Narva.
Partecipò alla conquista di Narva, Jelgava, all'assedio di Vyborg e alla battaglia di Lesnaja. Nel febbraio 1708 venne promosso guardiamarina.
Nel giugno 1709 si distinse nella battaglia di Poltava. Nel 1711 ha partecipato alla campagna di Prut. Nel maggio 1712 fu inviato come ambasciatore russo a Copenaghen e venne promosso a tenente.
Nel 1716 si occupò di i movimenti dello zarevic Aleksej Petrovič dall'Austria a Napoli. Nel luglio 1717 è stato inviato insieme a Pëtr Andreevič Tolstoj, con l'ordine di riportare il principe a San Pietroburgo. Per il successo di questo incarico venne promosso al grado di maggiore e ad aiutante generale.
Nell'agosto 1721 venne promosso a brigadiere, nel 1722 accompagnò Pietro I nella campagna di Persia. Nel 1724 venne promosso a maggior generale.
Nel 1724 divenne ambasciatore straordinario a Costantinopoli. Nel giugno 1727 venne promosso a tenente generale. Al suo ritorno a Mosca, nel novembre 1730, fu promosso al grado di tenente colonnello.
Nel 1735 ricoprì la carica di governatore di Astrachan' e di Kazan'.
Dal 1736 prestò servizio nell'esercito sotto il comando di Burkhard Christoph von Münnich e prese parte alla conquista di Očakov, come comandante della divisione. Nel 1737 è stato promosso a comandante in capo. Nel 1738 ricoprì la carica di governatore dell'Ucraina.
Nel 1742, in occasione dell'incoronazione di Elisabetta I, venne promosso al grado di colonnello.
Nel 1744 venne nominato conte.

## Matrimonio
Nel 1720 sposò la contessa Marija Andreevna Matveeva (1699-1788), figlia del conte Andrej Artamonovič Matveev. Ebbero quattro figli:
- Ekaterina Aleksandrovna (1721-1786), sposò Nikolaj Michajlovič Leont'ev, ebbero un figlio;
- Pëtr Aleksandrovič (1725-1796);
- Praskov'ja Aleksandrovna (1729-1786), sposò Jakov Aleksandrovič Brjus, ebbero una figlia;
- Dar'ja Aleksandrovna (1730-1817), sposò in prime nozze il conte Franz Joseph Waldstein, ebbero una figlia, e in seconde nozze il principe Jurij Nikitič Trubeckoj, ebbero due figli.